# Populina
Populina, maleni biljni rod iz porodice primogovki smješten u tribus Justicieae, dio potporodice Acanthoideae. Sastoji se od 2 vrste, obje madagaskarski endemi   Opisan je u Histoire des Plantes 10: 443. 1891. Tipična vrsta je P. richardii Baill.

## Vrste
1. Populina perrieri Benoist
2. Populina richardii Baill.

## Vanjske poveznice
- African Plants Portal, Populina richardii (sa slikama)